# پارلمان کاتالونیا
پارلمان کاتالونیا (کاتالونیایی: Parlament de Catalunya, اسپانیایی: Parlamento de Cataluña‎) نهاد قانون‌گذاری بخش خودمختار کاتالونیا در اسپانیا است. این مجلس دارای ۱۳۵ نماینده (diputats/deputats/diputados) است که برای چهار سال انتخاب می‌شوند. ساختمان این مجلس در بارسلون واقع شده‌است.